# Mistrzostwa Świata w biegu na 100 km 1990
4. Mistrzostwa Świata w biegu na 100 km 1990 – zawody lekkoatletyczne, które odbyły się 27 października 1990 w Duluth, Stany Zjednoczone.

## Medaliści
|                         | 1. miejsce             | Rezultat | 2. miejsce     | Rezultat | 3. miejsce    | Rezultat |
| Mężczyźni indywidualnie | Roland Vuillemenot     | 6:34:02  | Russell Prince | 6:38:00  | Stefan Fekner | 6:42:12  |
| Kobiety indywidualnie   | Eleanor Adams-Robinson | 7:55:08  | Ann Trason     | 8:06:15  | Marta Vass    | 8:07:18  |